# Aeroportul Montes Claros
Aeroportul Montes Claros (IATA: MOC, ICAO: SBMK) este un aeroport din Montes Claros, Minas Gerais, Brazilia ce deservește zona Montes Claros. Aeroportul a fost tranzitat în 2022 de 249.762 de pasageri. A fost numit după zona deservită.
Situat la o altitudine de 668 m, aeroportul dispune de 1 pistă. Este operat de compania Infraero⁠(d).

## Infrastructură

### Piste
Aeroportul dispune de o singură pistă. Pista 12/30 are suprafața de asfalt și dimensiunile 2.100 m × 45 m. 